# The Fire Theft (álbum)
The Fire Theft es el álbum homónimo de la banda con base en Seattle. Se editó el 23 de septiembre de 2003 en Rykodisc.

## Listado de temas
- Uncle Mountain - 4:03
- Waste Time Segue - 1:02
- Oceans Apart - 4:15
- Chain - 3:43
- Backwards Blues - 2:46
- Summertime - 4:01
- Houses - 3:14
- Waste Time - 4:15
- Heaven - 4:12
- Rubber Bands - 4:01
- It's Over - 4:01
- Carry You - 4:22
- Sinatra - 14:49

## Personal
La banda
- Jeremy Enigk: guitarra y voces
- Nate Mendel: bajo
- William Goldsmith: batería y percusión
- Billy Dolan: guitarra

Orquestra
- Violín: Gregg Rice y Ken Wright
- Viola: Sam Williams
- Chelo: Dave Beck
- Violín bajo: Phil Wright
- Trompa: Roger Burnett
- Trombón y tuba: Dan Marcus
- Clarinete: Craig Flory
- Clarinete bajo, clarinetes, flauta, flautín: Jim Dejoie
- Glockenspiel: Jeremy Enigk
- Voz femenina: Kelsey Mackin
- Coro infantil: Kelsey Mackin, Ella Banyas, Lilliam Louden-Mosio, Julia Thomas y Lauren Hill

## Producción
- Producido por: Brad Wood y The Fire Theft
- Mezclado por: Brad Wood
- Manipulado por: Brad Wood, Jeremy Enigk, William Goldsmith, Greg Williamson y Adam Wade.
- Masterizado en: Oasis Mastering
- Grabado en: The Fire Theft STudio, Kirkland, WA; Brad's Guest House, Valley Village, CA; y The Park Studio, Studio City, CA.
- Mezclado en: The Park Studio, Studio City, CA
- Gestión: Steve Smith/Smith Management Group
- Reservas EE. UU.: Jon Pleeter/The Agency Group
- Reservas Reino Unido: Russel Warby/The Agency Group
- Abogados: Stacy Fass

- Datos: Q7734020